# Муко
Муко (яп. 向日市 Муко:-си) — город в Японии, находящийся в префектуре Киото. Площадь города составляет 7,72 км², население — 56 882 человека (1 октября 2020), плотность населения — 7368,13 чел./км².

## Географическое положение
Город расположен на острове Хонсю в префектуре Киото региона Кансай. С ним граничат города Киото и Нагаокакё.

## Население
Население города составляет 56 882 человека (1 октября 2020), а плотность — 7368,13 чел./км². Изменение численности населения с 1980 по 2005 годы:
| 1970 | 36 988 чел. |  |
| 1975 | 45 886 чел. |  |
| 1980 | 50 604 чел. |  |
| 1985 | 52 216 чел. |  |
| 1990 | 52 928 чел. |  |
| 1995 | 53 290 чел. |  |
| 2000 | 53 425 чел. |  |
| 2005 | 55 041 чел. |  |
| 2010 | 54 328 чел. |  |
| 2015 | 53 380 чел. |  |

## Символика
Деревом города считается сакура, цветком — подсолнечник однолетний.